# Вулиця Колодзінського (Львів)
Вулиця Колодзінського — вулиця в Сихівському районі Львова, місцевості Козельники. Сполучає проспект Червоної Калини з вулицею Бережанською.

## Історія
Від 1962 року — вулиця Киснева. 1993 року вулицю перейменовано на честь визначного діяча УВО та ОУН, начальника Генерального штабу Карпатської Січі, Верховного Команданта Збройних Сил Карпатської України, полковника — Михайла Колодзінського.

## Забудова
На вулиці Колодзінського переважає промислова та одноповерхова садибна забудова.